# Maurice Floquet
Maurice Noël Floquet, francoski stoletnik, * 25. december 1894, Poissons, † 10. november 2006, Montauroux.
Floguet trenutno velja za najdalj živečega francoskega vojska in najstarejšega živečega Francoza. Bil je eden izmed veteranov prve svetovne vojne.
Ob njegovem 110. rojstnem dnevu mu je predsednik Francije Jacques Chirac podelil odlikovanje častnika legije časti.